# Ель двуцветная
Ель двуцветная, или ель Алькокка (лат. Picea alcoquiana) — вид хвойных деревьев из рода елей (Picea), произрастающих естественным образом на Японских островах, эндемик Японии.

## Распространение
Произрастает на тихоокеанском побережье острова Хонсю, на высотах 1500—2000 метров над уровнем моря в основном в горах Канто и Тюбу. Растёт в субальпийских лесах, в условиях прохладного климата, со снежными зимами и годовым количеством осадков 1000—2500 мм. Предпочитает вулканические почвы. Обычно встречается в смешанных хвойных лесах среди Picea jezoensis subsp. hondoensis, Tsuga diversifolia, Larix kaempferi. В некоторых районах встречается совместно с Pinus parviflora и Abies veitchii, а на больших высотах растет вместе с Abies mariesii. В смешанных лиственных лесах встречается с Betula ermanii, Betula grossa, Sorbus commixta, Quercus  mongolica var. grosseserrata, Alnus hirsuta var. siberica и Prunus maximowiczii. Морозостойкость от -28,8 ° C до -23,3 ° C.

## Ботаническое описание
Однодомное, вечнозелёное дерево до 30 метров высотой и диаметром ствола до 100 см, ствол прямой с длинными, тонкими и раскидистыми ветвями. Кора пурпурно-коричневая, с возрастом быстро становится чешуйчатой, позже становится серо-коричневой трещиноватой и шелушащейся с отслаивающимися толстыми чешуйками. Ветки тонкие, красно-коричневые, гладкие, ребристые и желобчатые, голые, с небольшими утолщениями длиной 0,5-0,6 мм, расходящимися на 50—80 ° от оси побега. Листовые почки длиной 3—5 мм, смолистые, с треугольными, коричневыми, стойкими чешуйками. Иглы хвои кожистые, линейные, в сечении четырехугольные, длиной 10-15 мм, шириной 1,5 мм, заострённые на молодых деревьях, слегка затупленные на зрелых, темно-зелёные, с 1—3 устьями на нижней и 3—6 на дорсальной поверхностях; смоляных каналов два. Цветение идёт с мая по июнь, цветки одиночные, терминальные на прошлогодних побегах. Пыльцевые шишки длиной 10—15 мм, красноватые желтеющее, с многочисленными тычинками. Семенные шишки очень короткие, яйцевидной формы, красно-пурпурные до созревания, созревают в октябре, становясь красно-коричневого или бледно-коричневого цвета, длиной (5-) 7-9 (-12) см, шириной (2,5-) 3 (-5,5) см в поперечнике, со слабо перекрываются до наступления срока созревания. Чешуйки тонко древесные, округло-яйцевидные, сужающиеся кверху, клиновидные к основанию, длиной 13-16 мм и широкие, на краю зубчатыми чешуйками.  Семена продолговато-яйцевидные, черновато-коричневые, длиной около 4 мм, шириной около 2 мм.

## Таксономия
Picea alcoquiana (H.J.Veitch ex Lindl.) Carrière Traité général des conifères 1: 343. Архивная копия от 12 февраля 2019 на Wayback Machine 1867.

### Синонимы
- Abies alcoquiana H.J.Veitch ex Lindl., 1861basionym
- Abies bicolor Maxim., 1866
- Picea japonica Regel, 1865
- Pinus alcoquiana (H.J.Veitch ex Lindl.) Parl., 1868
- Pinus bicolor (Maxim.) Parl., 1868
- Picea bicolor (Maxim.) Mayr, 1890

### Разновидности
- Picea alcoquiana var. acicularis (Maxim. ex Beissn.) Fitschen Handb. Nadelholzk. ed. 3: 258. 1930.
  - syn. Picea acicularis Maximowicz ex Beissner, 1891
  - syn. Picea bicolor (Maxim.) Mayr var. acicularis (Maxim. ex Beissn.) Shirasawa, 1913
  - syn. Picea shirasawae Hayashi, 1969

Разновидность acicularis отличается наличием сильно изогнутых иголок длиной 1,3—2,5 см и крупных шишек длиной 6—15 см с острой вершиной, и может рассматриваться как переходная форма к виду Picea koyamae, с которым он совместно произрастает. Эндемик горы Яцугадаке, место произрастания ограничено небольшой площадью менее 100 км.кв. в горной местности. Разновидность занесена в Международную Красную Книгу,  популяция признана уязвимой, известно менее пяти мест произрастания.
- Picea alcoquiana var. reflexa (Shiras.) Fitschen Handb. Nadelholzk. ed. 3: 258. 1930.
  - syn. Picea bicolor (Maxim.) Mayr var. reflexa Shirasawa, 1913

Разновидность reflexa отличается более короткими иглами хвои и более мелкими шишками, длиной 4—7,5 см с суженными чешуйками покрывающими семяна. Разновидность занесена в Международную Красную Книгу,  популяция признана уязвимой, известно менее пяти небольших популяций в разрозненных местах, ограниченных вулканическим Акайским хребтом в центральной части Хонсю. Произрастает в смешанных горных лесах.